# Josef Bradna
Josef Bradna (* 10. září 1957, Praha) je český herec. Hrál mimo jiné ve filmech Playgirls a Hostel.

## Filmografie
- 2016 - Rapl jako sekuriťák "Tlusťoch"
- 2005 – Hostel jako řezník
- 2003 – Sams in Gefahr jako Edgar Dormann,
- 1999 – Klemperer – Ein Leben in Deutschland jako Oschatz
- 1995 – Playgirls II jako Karát
- 1995 – Playgirls